# Big Foot
Pour les articles homonymes, voir Bigfoot (homonymie).
 (janvier 2017).
Si vous disposez d'ouvrages ou d'articles de référence ou si vous connaissez des sites web de qualité traitant du thème abordé ici, merci de compléter l'article en donnant les références utiles à sa vérifiabilité et en les liant à la section « Notes et références ».
Spotted Elk (Si Thanka en lakota), surnommé Big Foot, né vers 1826 et mort le 29 décembre 1890, est un chef amérindien de la tribu des Sioux Lakotas Miniconjous. 
Il est massacré avec sa tribu par le 7e régiment de cavalerie des États-Unis à Wounded Knee, dans le Dakota du Sud.

## Biographie
Big Foot est le fils du chef Miniconjou Lone Horn (en), et devient chef à la mort de ce dernier en 1874. 
Après l'assassinat de Sitting Bull, le 15 décembre 1890, Big Foot abandonne son village avec sa tribu dans l'espoir de rejoindre la tribu des Sioux Oglalas de Red Cloud (« Nuage Rouge »), car celle-ci comprend de nombreux adeptes de la religion interdite des Ghosts Dancers (« Danse des Esprits »). Big Foot et sa tribu traversent 250 km de terres désolées en plein mois de décembre. Il attrape lui-même une pneumonie. 
Ils sont rejoints par la cavalerie américaine le 28 décembre et Big Foot, affaibli, se décide à camper à Wounded Knee et à se rendre. Au matin du 29, lors du désarmement de la tribu, un incident dégénère en massacre et environ 300 membres de la tribu des Sioux Miniconjous, comprenant femmes et enfants ainsi que Big Foot lui-même, sont tués sur place, tandis que 25 soldats sont tués et 39 blessés.